# 藤井トシ
藤井 トシ（ふじい トシ、本名：藤井俊充）は、ハーモニカ、ベース、ドラムなどを演奏するマルチインストゥルメンタルプレイヤー。神奈川県海老名市出身で現台湾在住。中国語、英語、台湾語、日本語を話すマルチリンガル。

## 来歴
4歳よりピアノに慣れ親しみ、1999年神奈川県立厚木高校卒業後、 バークリー音楽院へ進学。演奏及びアレンジを専攻。同期には上原ひろみや牧山純子などがいる。2002年卒業後、台湾人の同級生の紹介で中国語の習得の傍らに台湾での活動を開始。

### 台湾での活動
台湾では、Blue Noteや河岸留言(Riverside)などのクラブでのライブなどを定期的にこなす他、アジアンポップスのアーティスト陶喆や嚴爵などのバックバンドでの演奏及び、アレンジの提供などでドラム、ベースからハーモニカまでこなすマルチインストゥルメンタルプレイヤーとして活躍。
2006年から、絲竹空(SiZhuKong)バンドに参加。当バンドでは、ベース及びドラムを担当。
絲竹空(SiZhuKong)バンドの1stアルバム「絲竹空 - SiZhuKong」は2007年の台湾レコード大賞である「金曲獎」のベストインストゥルメンタルアルバムにノミネート。2ndアルバム「紙鳶 - Paper Eagle」は2010年の「金曲獎」のベストインストゥルメンタルアルバム及びベストプロデューサーの2部門にて大賞を受賞。ライブにおいてもアジアを中心としたジャズフェスティバルに多数参加。2010年には中南米ツアーも行う。
絲竹空バンドでの活動のほかに、自身のプロジェクトとして、ジャズのクロマチックハーモニカを中心に、二胡、チェロ、アコースティックギターを加えたジャズバンド、Afternoon Treeを2006年に立ち上げ、アレンジ、作曲など全編に渡ってプロデュース。2008年には台湾映画「海角七號 - Cape No.7」のサウンドトラックにも藤井が吹くハーモニカの演奏が起用される。

### 日本での活動
2013年からは、日本に帰国しUstream音楽番組「Sound States」のディレクターを務める傍ら、台湾のジャズシンガー「インイン」の全国ツアーSummer Breeze Tourでのプロデュースをする。2014年にはSound Statesのアルバム企画第二弾「ASIAN HITS in Jazz」のアレンジ、レコーディングを全面プロデュース。

### 台湾での再活動
2015年には、再び台湾へと居住の拠点を移し、絲竹空バンドへ復帰。ヨーロッパツアー、南米ツアーなどにも参加し精力的に海外でのライブをこなす一方、2016年に絲竹空バンドの4thアルバム「手牽手 Hand in Hand」を発表。2017年にはハーモニカによる待望のリーダーアルバム「Blue Bear」をリリース。同作は2018年の金音賞にて「ベストジャズアルバム」「ベストパフォーマー」「ベストジャズソング」の3部門にノミネートされるなど高い評価を得ている。

## 使用楽器
ドラムは主にLudwigのビンテージを使用。メインセットとして使っているのはVistaliteのBebopサイズのカスタマイズモデル。ベースは、FenderやAtelier Zを使用。様々なスタイルによって使い分ける。ハーモニカはHohner CX-12ホワイトカラーにCX-12 ゴールドのリードプレートを載せたカスタマイズモデルを使用。